# Bera, Pahang
Huyện Bera là một huyện thuộc bang Pahang của Malaysia. Huyện Bera có dân số thời điểm năm 2010 ước tính khoảng 93084 người.